# Cassavepap
Cassavepap  wordt in verscheidene Afrikaanse landen als Benin, Congo en Angola, maar ook op Borneo gegeten. Zowel van bittere als zoete gedroogde cassave, ook bekend onder de naam maniok, kan cassavepap worden gemaakt. 
Ter voorbereiding wordt de cassave – gepeld of ongepeld – in het water gelegd (in een bron of in een container die water bevat). Cassave bevat een stof, waaruit blauwzuur kan ontstaan. Door de cassave een tijd te weken kan het blauwzuurgas ontstaan en verwaaien in de lucht. De keuze om de cassave te pellen is afhankelijk van hoelang het duurt voordat de cassave uit het water kan worden gehaald (enkele dagen tot een week). De cassave wordt vervolgens gedroogd op een mat, in bananenbladeren of in het zand. Afhankelijk van de wijze waarop de cassave is gedroogd krijgt men grijze of witte cassave.  
Van gedroogde cassave kan vervolgens cassavemeel gemaakt worden. Dit ingrediënt dient als basis ter bereiding van de cassavepap. Overigens kan gedroogde cassave ook gegeten worden bij bonen of erwten.